# RAEC 몽스
RAEC 몽스(R.A.E.C. Mons)는 벨기에 몽스의 축구 클럽으로, 현재 주필러리그에서 활동하고 있다.

## 성적
- 벨기에 2부 리그: 우승 1회 (2005-06)
- 벨기에 3부 리그: 우승 1회 (1984-85)

## 역대 감독
| 감독        | 임기        |
| ----------- | ----------- |
| 요스 다르던 | 2004 ~ 2005 |
| 엔초 시포   | 2012 ~ 2013 |